# Désert Strzelecki

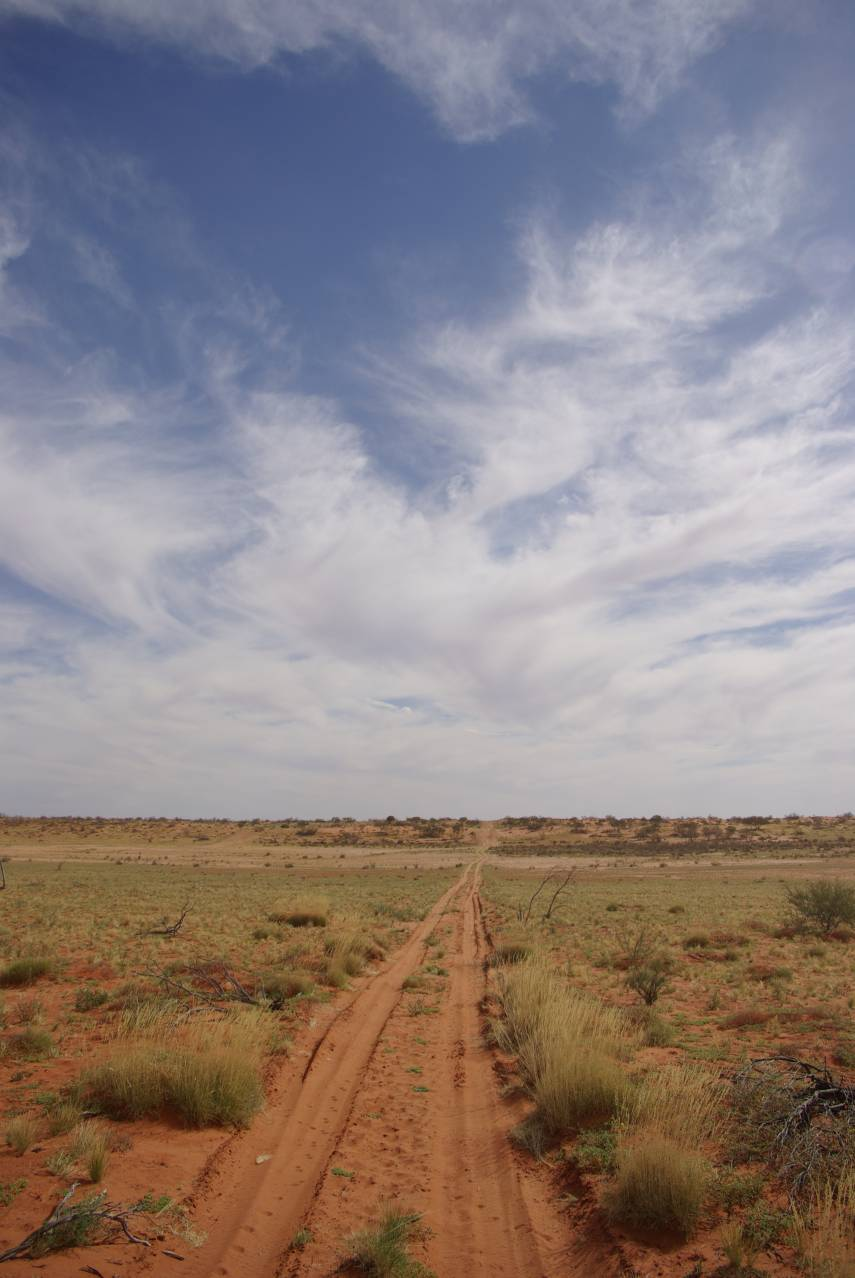
La piste Bore dans le désert Strzelecki

Le désert Strzelecki est situé dans la région du Grand Nord de l'Australie-Méridionale, au sud-ouest du Queensland et à l'ouest de la Nouvelle-Galles du Sud. Il est situé au nord-est du Bassin du lac Eyre et au nord de la chaîne de Flinders. Deux autres déserts occupent le bassin du lac Eyre: le désert de Tirari et le désert de Simpson. 
Au nord-ouest du désert se trouve le village de Birdsville. La barrière à dingos (Dingo Fence) qui suit le tracé de la frontière nord-ouest de la Nouvelle-Galles du Sud, les pistes Birdsville et Strzelecki, les rivières Diamantina, Cooper Creek et Strzelecki passent toutes dans ce désert. 
Ce désert se caractérise par de vastes champs de dunes et abrite trois zones sauvages. Il porte le nom de l'explorateur polonais Paweł Edmund Strzelecki que lui a donné Charles Sturt. Strzelecki a été le premier explorateur de la région, suivi de près par l'infortunée expédition de Burke et Wills. 
Une grande partie du désert est protégée dans la réserve régionale Strzelecki en Australie-Méridionale. Une partie de sa région Est est située dans le parc national Sturt. Une population d'une espèce menacée de souris, Notomys fuscus vit dans le désert. 
Les Cobbler Sandhills, près du lac Blanche, sont une zone du désert Strzelecki où les dunes sont remplacées par de petites buttes érodées, souvent avec de la végétation sur le dessus. Cette zone est très difficile à traverser en voiture et porte le nom donné aux moutons les plus difficiles à tondre, les « cobblers ».

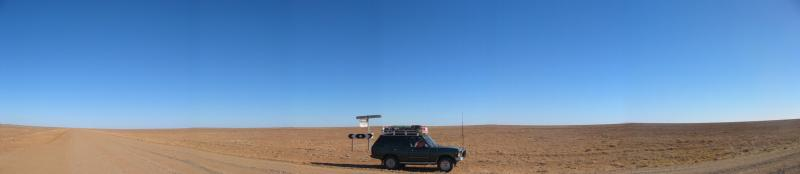
Le désert Strzelecki.